# Старбеево
Старбе́ево — бывший посёлок городского типа, ныне квартал в микрорайоне Клязьма-Старбеево в составе города Химок. Расположен на берегу канала имени Москвы в 3 км к северо-востоку от железнодорожной станции Химки.

## История
Село Старбеево впервые упоминается в XVI веке, первыми владельцами которого и были Стербеевы. В середине XIX века, до отмены крепостного права, крестьяне из Старбеева были переселены в соседнюю деревню Гнилуши, принадлежавшую Львову. В начале XX века бывшее сельцо стало называться посёлком Старбеево. В 1927 году в Старбееве  насчитывалось 254 жителя. В 1930 году в нём был образован колхоз «Октябрь».
17 сентября 1974 года населённый пункт Старбеево Химкинского района получил статус посёлка городского типа (дачного посёлка).
19 июня 2004 года дачный посёлок Старбеево был включён в черту города Химки.

## Население
| 1989 | 2002 |
| ---- | ---- |
| 740  | 373  |